# Zeta (État historique)
1356–1499
Entités précédentes :
- Empire serbe (-1356)
- Despotat de Serbie (1421-1455)

Entités suivantes :
- Despotat de Serbie (1421-1455)
- République de Venise (annexion partielle en 1418, suzeraineté de jure en 1455)
- Empire ottoman (1499-)

La Zeta est une principauté dont le territoire couvrait l'actuel Monténégro plus le nord de l'Albanie. Elle est souvent désignée comme l'origine historique du Monténégro. Cet État est l'héritier du royaume de Dioclée, absorbé par la Rascie (Serbie médiévale) autour de 1180.

## Histoire
En 1356, la principauté de Zeta s'émancipe du contrôle impérial de Stefan Uroš IV Dušan, premier souverain de l'empire Serbe et avant-dernier de la dynastie Nemanjić. 
La principauté est gouvernée par la maison Balšić à partir de 1360.
La situation d'indépendance dure jusqu'en 1421 ; en effet, l'empire ayant éclaté en 1371 à la mort de Stefan Uroš V, fils du précédent, la vassalisation des principautés dans le royaume de la Morava constitue un processus long et complexe. Zeta n'est réellement reconquise par le despotat de Serbie qu'en 1421. Entretemps, en 1418, c'est la république de Venise qui entre en possession d'une partie du royaume de Zeta et en fait l'Albanie vénitienne.
Cependant, la conquête ottomane de la Serbie conduit à la réduction drastique du territoire et du pouvoir du despotat serbe. Entre 1451 et 1452, Zeta redevient autonome de facto. En 1455, le pouvoir serbe conclut un accord dans lequel il cède la souveraineté de jure du reste de Zeta à la république de Venise, en stipulant que le royaume serbe reste autonome de fait.
Cette situation perdure jusqu'en 1499, avec l’absorption du territoire de Zeta par la Sublime porte.

## Souverains de Zeta

### Lamaison Balšić
- Balša Ier (1356–1362), fondateur de la dynastie
- Đurađ I (1362–1378), fils du précédent
- Balša II (1378–1385), frère du précédent
- Đurađ II (1385–1403), neveu du précédent
- Balša III (1403–1421), fils du précédent

### Lamaison Lazarević
En union avec le Despotat de Serbie
- Despote Stefan Lazarević (1421–1427)

### Lamaison Branković
En union avec le Despotat de Serbie
- Despote Đurađ Branković (1427–1435)

### Lamaison Crnojević
Sous suzeraineté de la république de Venise
- Gojčin Crnojević (1435–1451)
- Stefan I Crnojević (1451–1465)
- Ivan Crnojević (1465–1490),  fils du précédent
- Đurađ IV Crnojević (1490–1496), fils du précédent
- Stefan II Crnojević (1496–1498), frère du précédent